# نوئمی توت
نوئمی توت (مجاری: Noémi Tóth؛ زادهٔ ۷ ژوئن ۱۹۷۶) بازیکن واترپلو اهل ایتالیا زاده مجارستان بود.
وی همچنین برندهٔ جوایزی همچون نشان شایستگی از جمهوری ایتالیا شده‌است.
وی در مسابقات کشوری و بین‌المللی در مجموع برندهٔ ۲ مدال طلا، ۱ مدال نقره شده‌است.